# St. Michael (Heilinghausen)

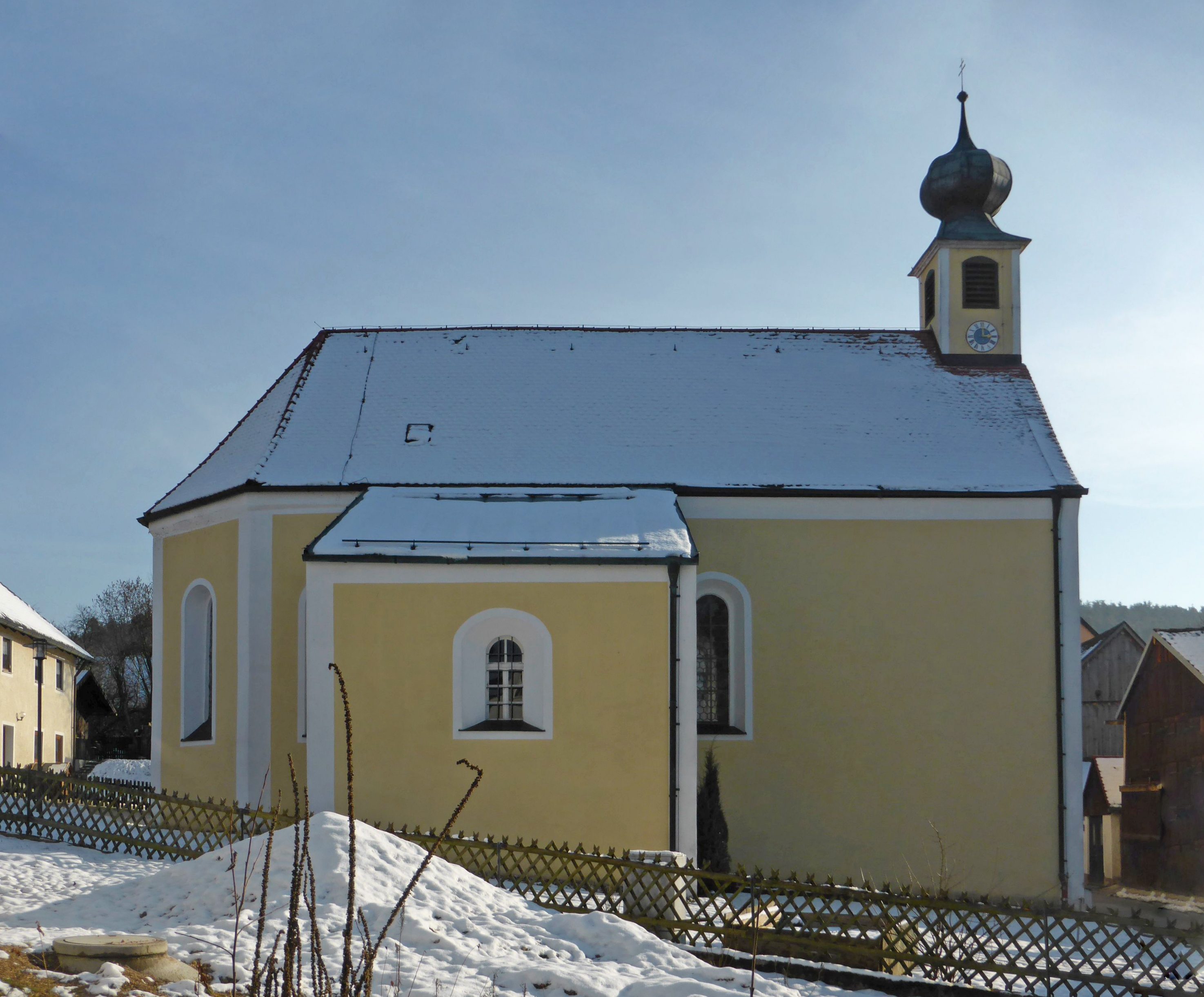
St. Michael (Heilinghausen)

Die römisch-katholische Kaplaneibenefiziumskirche St. Michael steht in Heilinghausen, einem Gemeindeteil des Marktes Regenstauf im Landkreis Regensburg der Oberpfalz. Das Bauwerk ist unter der Denkmalnummer D-3-75-190-35 als Baudenkmal in die Bayerische Denkmalliste eingetragen.

## Beschreibung
Die ehemalige gotische Wallfahrtskirche wurde in der 1. Hälfte des 15. Jahrhunderts erbaut. Nach ihrer Zerstörung durch einen Brand wurde sie 1793 wiederhergestellt. Sie besteht aus einem dreiseitig geschlossenen Langhaus, das mit einem abgewalmten Satteldach bedeckt ist. An der Nordwand ist die Sakristei angebaut, ein Überrest des früheren Kirchturms, in dem sich noch der Brunnen mit der Seilwinde aus dem 16. Jahrhundert befindet. Über dem Giebel im Westen erhebt sich ein Dachreiter, der die Turmuhr und den Glockenstuhl beherbergt, und der mit einer Zwiebelhaube bedeckt ist. Der Innenraum ist mit einer Flachdecke überspannt, die von Vouten gerahmt wird. Das Fresko an der Decke kam erst bei der Renovierung 1966 hinzu. Zur Kirchenausstattung gehört ein 1760/62 gebauter Hochaltar, der aus der abgebrochenen alten Pfarrkirche aus Ramspau stammt. Im Altarauszug ist die Krönung Mariens dargestellt.